# تانسا
تانسا هي قرية تقع في إقليم ياش في رومانيا وبلغ عدد سكانها 3,039 نسمة عام 2002.